# اعدام‌های ایران پس از انقلاب ۱۳۵۷
اعدام افراد در ایران پس از انقلاب ۱۳۵۷ به موج گستردهٔ اعدام‌ها به اتهام‌ها و بهانه‌های مختلف، عمدتاً با رأی دادگاه انقلاب اسلامی ایران صورت پذیرفت. این دادگاه‌ها به دستور سید روح‌الله خمینی تشکیل شد.
در ۸ اردیبهشت ۱۴۰۱ دو سازمان حقوق بشری ایرانی و فرانسوی از افزایش صد درصدی اجرای حکم اعدام در ایران پس از روی کار آمدن ابراهیم رئیسی به‌عنوان رئیس‌جمهور جمهوری اسلامی خبر دادند که حاکی از اعدام ۳۳۳ تن در سال ۲۰۲۱ و افزایش ۲۵ درصدی نسبت به سال قبل می‌باشد.
سه‌شنبه ۳۱ خرداد ۱۴۰۱ معاون حقوق بشر دبیرکل سازمان ملل در پنجاهمین جلسه شورای حقوق بشر سازمان ملل، موارد بسیاری از نقض حقوق بشر توسط سوی جمهوری اسلامی را گزارش کرد و اعلام کرد که حکومت ایران در سه‌ماهه اول سال ۲۰۲۲ میلادی دست‌کم ۱۰۵ نفر را اعدام کرده‌است.
با گذشت زمان، تعداد اعدام‌هایی که جمهوری اسلامی ایران انجام می‌دهد، رو به افزایش است. در مارس ۲۰۲۵، شمار اعدام‌ها نسبت به مارس ۲۰۲۴، رشدی معادل ۲۲۲ درصد داشت. در پنج ماه نخست سال ۲۰۲۵، جمهوری اسلامی ایران ۵۱۱ نفر را اعدام کرد.

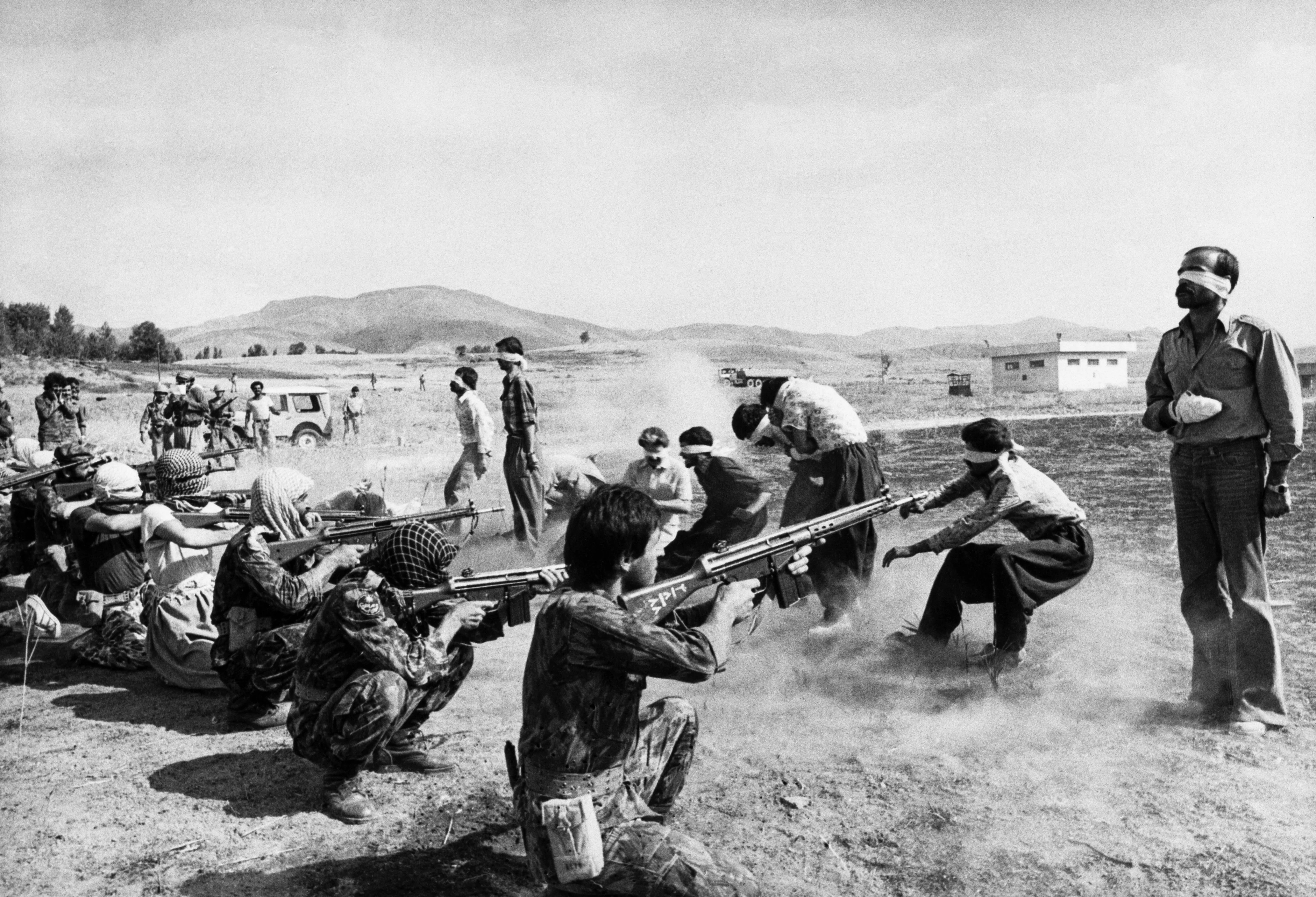
عکس «جوخه آتش در ایران» که جهانگیر رزمی را برنده جایزه پولیتزر نمود.

## اعدام سران حکومت پهلوی

تعداد اعدام‌های در ایران از سال ۲۰۰۴ تا ۲۰۱۳ طبق گزارش احمد شهید

با رأی دادگاه انقلاب اسلامی در ایران و به دستور سید روح‌الله خمینی و به ریاست صادق خلخالی، پس از انقلاب ۵۷، موجی از اعدام سران و وابستگان حکومت پیشین به‌راه افتاد که هدف اولیهٔ آن، رسیدگی به جرایم سران حکومت پهلوی خوانده می‌شد. این اعدام‌ها عموماً واکنش شدید جوامع جهانی و به‌ویژه سازمان عفو بین‌الملل را برانگیخت. صادق خلخالی در صدور حکم اعدام‌ها نقش پررنگی داشت که در سال ۱۳۵۹ به دست بهشتی برکنار شد.
در ۲۷ بهمن ۱۳۵۷ نخستین گروه از سران حکومت شاهنشاهی که شامل ۴ امیر نیروهای مسلح شاهنشاهی ایران بود با حکم دادگاه انقلاب به ریاست صادق خلخالی به اعدام محکوم شدند. بنا به گزارش سازمان عفو بین‌الملل از پیروزی انقلاب تا اسفند ۱۳۵۸ تعداد ۴۳۸ نفر توسط دادگاه انقلاب اعدام گردیده‌اند.
محل خدمت برخی از امرای اعدام شده پس از انقلاب تا سال ۶۱ به این شرح بود:
1. رؤسای ساواک و اداره دوم ۱۰ نفر
2. فرماندهان حکومت نظامی ۱۵ نفر
3. فرماندهن نیروهای سه‌گانه ۱ نفر
4. دادرسی ارتش ۳ نفر، شهربانی ۱۱ نفر
5. ژاندارمری ۳ نفر
6. معاونین ستادها ۶ نفر
7. فرماندهان یگان‌های عمده نیز ۷ نفر

## اعدام بهائیان
از ابتدای انقلاب ۵۷ ایران تا به حال، ۲۰۲ نفر از بهائیان به خاطر اعتقاد به دین بهائی، یا ترویج و تبلیغ آن، توسط حکومت اسلامی اعدام شده‌اند.
بهائیان در جمهوری اسلامی، از حقوق شهروندی و انسانی، محروم بوده و سرکوب می‌شوند. آن‌ها معمولاً به دو شیوه، کشته می‌شوند، یا به حکم دادگاه انقلاب یا به دست مأموران حکومتی (بدون صدور حکم دادگاه).

### آمار کشتار بهائیان
تنها از سال ۱۳۵۷ تا مرداد ۱۳۸۴ بیش از ۲۲۰ بهائی توسط نظام جمهوری اسلامی ایران کشته شده‌اند.
1. سال ۱۳۵۷: ۱۰ تن؛
2. سال ۱۳۵۸: ۸ تن؛
3. از بهمن ۱۳۵۸ تا خرداد ۱۳۶۰: ۳۵ تن؛
4. از خرداد ۱۳۶۰ تا مهر ۱۳۶۰: ۳۹ تن؛
5. از مهر ۱۳۶۰ تا مرداد ۱۳۶۷: ۱۲۰ تن؛
6. از مرداد ۱۳۶۷ تا مرداد ۱۳۶۸: ۳ تن؛
7. از مرداد ۱۳۷۶ تا ۱۳۸۴: ۵ تن…[۱۸]

## اعدام‌های زندانیان سیاسی-عقیدتی در سال ۱۳۶۰
اعدام‌های سال ۱۳۶۰ که پس از فتوای خمینی و تظاهرات ۳۰ خرداد ۱۳۶۰ شدت گرفت؛ به گفته جاوید رحمان، گزارشگر ویژهٔ حقوق‌بشر سازمان ملل در امور ایران، گسترده‌ترین قتل‌عام انجام‌شده توسط جمهوری اسلامی‌ است.

## اعدام‌های زندانیان عقیدتی-سیاسی در سال ۶۷
«بروید خدا را شکر کنید که زنده هستید. ما اگر می‌خواستیم فتوای امام [خمینی] را به‌طور کامل اجرا کنیم باید نصف مردم ایران را دستگیر و اعدام می‌کردیم». (گفتهٔ حمید نوری، یکی از عوامل قتل‌عام سال ۱۳۶۷ در خطاب به برخی از زندانیان)

اعدام زندانیان عقیدتی-سیاسی در تابستان ۱۳۶۷ واقعه‌ای بود که طی آن، به‌فرمان سید روح‌الله خمینی، چندین هزار زندانیان سیاسی در زندان‌های نظام جمهوری اسلامی ایران در ماه‌های مرداد و شهریور ۱۳۶۷ خورشیدی به‌شکلی مخفیانه، اعدام و در گورهای دسته‌جمعی دفن شدند. به‌طور کلی، جُرم زندانیان را همکاری با سازمان‌های مخالف نظام جمهوری اسلامی به‌ویژه سازمان مجاهدین خلق ایران و همچنین، طیف‌های مختلفی از گروه‌های چپ، یعنی کمونیست دانستند. این امر، در پی حمله گروه مجاهدین خلق در تاریخ ۴ مرداد ۱۳۶۷ از خاک عراق به استان کرمانشاه و اشغال چندین شهر این استان، روی داد. این عملیات در ۸ مرداد با کشته شدن تعداد زیادی از اعضای این سازمان به پایان رسید (عملیات مرصاد). پس از آن حکومت تصمیم به اعدام تعدادی از اعضای زندانی مجاهدین خلق گرفت. تعداد اعدامیان این واقعه نزد مراجع مختلف متفاوت و بین ۳۰۰۰ تا ۴۴۸۲ نفر تخمین زده می‌شوند. گزارشگر ویژه حقوق بشر سازمان ملل متحد تعداد زندانیان اعدام‌شده را دست‌کم ۱۸۷۹ نفر اعلام کرده‌است.
کشتار زندانیان عقیدتی و سیاسی (چه آنانی که حکمشان پایان یافته بود یا نیافته بود)، از مدت‌ها پیش (از عملیات مرصاد/فروغ جاویدان)، برنامه‌ریزی شده بود؛ افزون بر اینکه زندانیانِ قتل‌عام شده، فقط جزو سازمان مجاهدین خلق ایران نبودند؛ بلکه از گروه‌های چپ و غیر مسلمان (کمونیست...) هم بودند.

### دادگاه‌های صحرایی و آویزان کردن اجساد
پس از عملیات مرصاد (فروغ جاویدان)، محمد سلیمی در دادگاه‌هایی صحرایی، حکم اعدام اعضای اسیر شدهٔ سازمان مجاهدین خلق ایران را صادر می‌کرد و سپس آن‌ها را از درختان، تیرهای چراغ برق و اسکلت‌های فلزی ساختمان‌های نیمه‌تمام آویزان می‌کردند.

## اعدام‌های گروهی
در نظام جمهوری اسلامی ایران، اعدام‌های گروهی، از جمله، بر ضد زندانیان عقیدتی و سیاسی…، انجام می‌شود.

## اعدام‌های پنهانی
در نشست شورای حقوق بشر سازمان ملل متحد، از اعدام‌های پنهانی در حکومت جمهوری اسلامی، به شدت، ابراز نگرانی شد.

## اعدام‌های سال ۱۳۹۴
بنا بر گزارش عفو بین‌الملل، ۶۹۴ تن در نیمهٔ اول سال ۱۳۹۴ خورشیدی در جمهوری اسلامی ایران، اعدام شدند و در کل سال ۱۳۹۴، ۱۴۷۱ تن، اعدام گشتند.

## اعدام برخی معترضان خیزش دی ۱۳۹۶
در پی اعتراضات دی ۱۳۹۶، دست‌کم، چندین تن، توسط نظام جمهوری اسلامی ایران، اعدام شدند.

## اعدام برخی معترضان خیزش آبان ۱۳۹۸
در پی اعتراضات آبان ۱۳۹۸ نیز (دست‌کم)، چندین تن، توسط نظام جمهوری اسلامی ایران در زندان، اعدام شدند.
- چهارشنبه ۱ آذر ۱۴۰۲ غلام‌رسول حیدری زندانی بلوچ، اهل جاسک از بازداشت‌شدگان اعتراضات آبان ۹۸ پس از ۴ سال زندان در زندان عادل‌آباد شیراز اعدام شد. وی به اتهام سردادن شعارهای اعتراضی و همراه داشتن کتب سیاسی در هنگام برگشت از ترکیه بازداشت شده بود.[۳۸]
- سه‌شنبه ۷ آذر ۱۴۰۲ هانی آلبوشهبازی اهل فلاحیه (شادگان) در زندان سپیدار اهواز به اتهام محاربه و قتل یک نیروی انتظامی و یک بسیجی اعدام شد. حکم این زندانی سیاسی پس از ۴ سال که در زمان خیزش آبان ۱۳۹۸ در حین درگیری با نیروهای حکومتی در شهر فلاحیه (شادگان) دستگیر شده بود، اجرا شد.[۳۹][۴۰]
- روز پنج‌شنبه ۹ آذر ۱۴۰۲ کامران رضایی، یک زندانی سیاسی و معترض آبان ۹۸  به اتهام «قتل عمد» یک بسیجی در زندان مرکزی شیراز (عادل آباد) اعدام شد. وی که از آبان ۹۸ در زندان به‌سر می‌برد همواره بر بی‌گناهی خود تأکید داشته و امیدوار بوده است که آزاد شود.[۴۱]

## احکام اعدام در خیزش ۱۴۰۱ ایران
- ۲۱ خرداد ۱۴۰۴ مجاهد کورکور اعدام شد، این حکم قوه قضائیه در حالی به اجرا درآمد که خانواده پیرفلک بارها انتساب این اتهام به شهروندان ایذه از جمله مجاهد کورکور را رد کرده و بر تیراندازی از سوی ماموران تاکید کرده‌اند.[۴۲][۴۳]
- صبح ۵ مرداد ۱۴۰۴ دو زندانی سیاسی بهروز احسانی و مهدی حسنی از اعضای «کارزار سه‌شنبه‌های نه به اعدام» را بصورت ناگهانی اعدام کردند.[۴۴][۴۵]

## اعدام زندانیان سیاسی

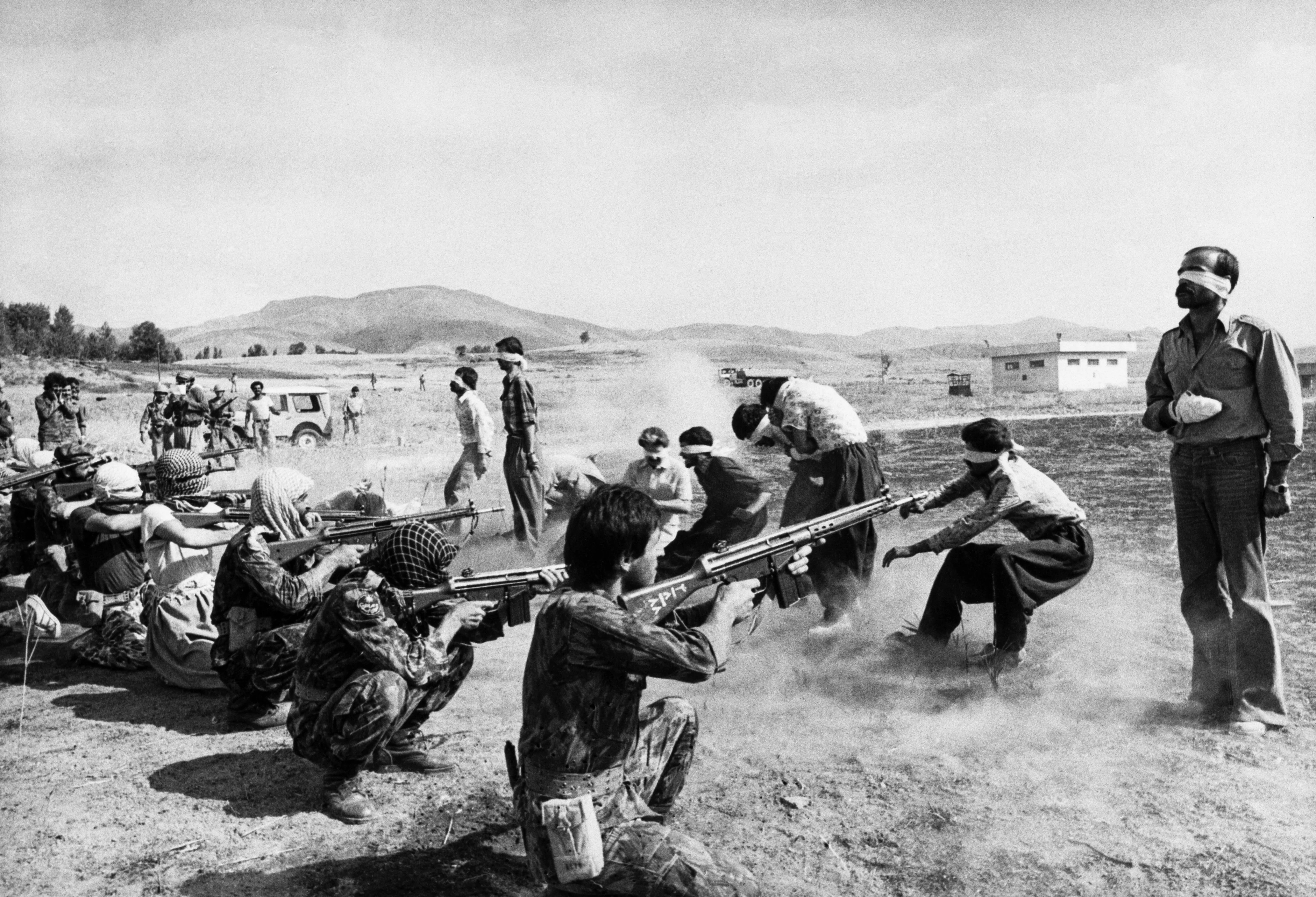
کردستان؛ فرودگاه سنندج؛ تیرباران پیشمرگان کرد. جهانگیر رزمی با گرفتن این عکس از «جوخه آتش در ایران» برنده جایزه پولیتزر ۱۹۸۰ میلادی شد

- در سال‌های ۱۳۸۹ و ۱۳۹۰ علی صارمی،[۴۶][۴۷][۴۸] محمدعلی حاج آقایی و جعفر کاظمی به دلیل هواداری و همکاری با سازمان مجاهدین خلق توسط حکومت ایران اعدام شدند.[۴۹][۵۰]
- بنابر اخبار رسیده به رادیو فردا دو زندانی سیاسی کرد به نام‌های دیاکو رسول‌زاده و صابر شیخ عبدالله در بامداد روز سه‌شنبه ۲۴ تیر ۱۳۹۹ در زندان ارومیه اعدام شدند. رها بحرینی، پژوهشگر سازمان عفو بین‌الملل گفت که این دو زندانی تحت شکنجه و اعتراف اجباری قرار گرفتند ولی بارها گفته‌اند که در هیچ اقدام بمب‌گذاری شرکت نداشتند.[۵۱]
- در ۱۵ مرداد ۱۳۹۹ مصطفی صالحی، ۳۰ ساله، یکی از معترضان اعتراضات دی ماه ۱۳۹۶ که تا کنون در بازداشت بوده، در زندان دستگرد اصفهان اعدام شد. وی به اتهام کشتن یک پاسدار به اعدام محکوم شده، اما در جریان محاکمه این اتهام را رد کرده بود.[۵۲][۵۳]
- در ۶ دی ۱۳۹۹ عبدالحمید میربلوچ‌زهی، زندانی بلوچ، به اتهام شرکت در یک تیراندازی که منجر به کشته شدن دو پاسدار انجامید، اعدام شد. در حالی که دو روز قبل از اعاده دادرسی او خبر داده شده بود.[۵۴]
- صبح روز پنج‌شنبه ۱۱ دی ۱۳۹۹ سه زندانی اهل سنت به نام‌های «حمید راست‌بالا، کبیر سعادت جهانی و محمدعلی آرایش» به اتهام «بَغی از طریق عضویت در گروه سَلَفی حزب الفرقان و عضویت در جبهه همبستگی ملی اهل سنت ایران» در زندان وکیل‌آباد مشهد اعدام شدند. این اعدام‌ها به‌صورت ناگهانی بود و خانواده آنها از ملاقات آخر محروم شدند.[۵۵][۵۶]
- ‏جاوید دهقان‌خلد، زندانی سیاسی ۳۱ ساله بلوچ که در کیفرخواست «به محاربه و همکاری مؤثر با گروه‌های ضدنظام» متهم بود، بامداد شنبه ۱۱ بهمن ماه در زندان مرکزی زاهدان اعدام شد.[۵۷]
- روز یکشنبه ۱۰ اسفند ۱۳۹۹ علی خسرجی، حسین سیلاوی، جاسم حیدری و ناصر خفاجیان زاده از سلول‌های انفرادی زندان شیبان به زندان سپیدار اهواز منتقل شده و به‌طور ناگهانی اعدام شدند. بنا بر گفته خانواده این اعدام‌شدگان آثار کبودی ناشی از شکنجه در نواحی مختلف بدن آن‌ها وجود داشته‌است.[۵۸]
- یکشنبه ۱۴ آبان ۱۴۰۲ زندانی عقیدتی کرد، قاسم آبسته را در زندان قزلحصار کرج بعد از ۱۴ سال زندان به اتهام «افساد فی‌الارض» اعدام کردند.[۵۹]
- صبح ۲ آذر ۱۴۰۲ میلاد زهره‌وند از بازداشت‌شدگان مراسم چهلم مهسا امینی در ملایر بدون اطلاع خانواده‌اش و مخفیانه به اتهام کشتن یک نیروی سپاه پاسداران در زندان مرکزی همدان اعدام شد.[۶۰]
- شنبه ۴ آذر ۱۴۰۲ زندانی سیاسی گداعلی (هرمز) صابرمطلق در زندان مرکزی رشت به اتهام قتل یکی از مسئولان جمهوری اسلامی، به رغم فقدان مدارک اعدام شد. این زندانی سیاسی دهه ۶۰ خورشیدی در ۶ شهریور ۱۳۶۰ به اتهام عضویت در سازمان مجاهدین خلق ایران و قتل یکی از مسئولان جمهوری اسلامی بازداشت و پس از مدتی به‌دلیل فقدان مدارک آزاد شده بود. وی پس از آزادی به خارج رفت و مدتها در آنجا بود ولی پس از بازگشت به ایران در  ۱۳۹۹ مجددا به همان اتهام بازداشت و این بار حکم اعدام برای او صادر شد.[۶۱][۶۲]
- چهارشنبه ۸ آذر ۱۴۰۲ زندانی کرد اهل سنت، ایوب کریمی به همراه شش زندانی دیگر که هویت‌ آنها مشخص نیست در زندان قزل‌حصار اعدام شدند. ایوب کریمی از ۱۴ سال پیش در زندان بود و  از ۳۰ آبان به انفرادی برده شده بود. او را بدون دادرسی عادلانه و گرفتن اعتراف اجباری زیر شکنجه به اعدام محکوم کردند.[۶۳][۶۴]
- چهارشنبه ۲۲ آذر ۱۴۰۲ محمدرضا حبیبیان در زندان بابل به اتهام کشتن عباسعلی سلیمانی نماینده مجلس خبرگان از مازندران و نماینده پیشین خامنه ای در کاشان اعدام شد.  محمدرضا حبیبیان نگهبان بانکی در بابلسر بود، در ۶ اردیبهشت ۱۴۰۲، در حالی که عباسعلی سلیمانی با رییس بانک بر سر دریافت سه میلیارد و چهارصد میلیون تومان مشاجره می‌کرد، به وی شلیک کرد.[۶۵][۶۶]
- سه‌شنبه ۱۲ دی ۱۴۰۲ داوود عبداللهی بعد از تحمل ۱۴ سال زندان و حبس به اتهام «اقدام علیه امنیت ملی»، «تبلیغ علیه نظام»، «عضویت در گروه‌های سلفی» و «محاربه و افساد فی‌الارض» اعدام شد. در آذر ۱۳۸۸ او به همراه قاسم آبسته، ایوب کریمی، انور خضری، فرهاد سلیمی، کامران شیخه و خسرو بشارت به اتهام قتل ماموستا عبدالرحیم تینا دستگیر و تحت بازجویی قرار گرفتند.[۶۷][۶۸]
- سه‌شنبه ۳ بهمن ۱۴۰۲ فرهاد سلیمی، روحانی کرد اهل تسنن بعد از ۱۴ سال زندان و حبس به اتهام قتل عبدالرحیم تینا امام جمعه خامنه‌ای، «اقدام علیه امنیت ملی»، «تبلیغ علیه نظام»، «عضویت در گروه‌های سلفی» و «افساد فی‌الأرض» در زندان قزلحصار کرج اعدام شد.[۶۹][۷۰]
- سحرگاه چهارشنبه ۲۶ اردیبهشت ۱۴۰۳ خسرو بشارت زندانی کرد اهل سنت پس از ۱۵ سال زندان و شکنجه به اتهام ساخته و پرداخته شده وزارت اطلاعات، «محاربه» و «افساد فی الارض»، «اقدام علیه امنیت ملی»، «تبلیغ علیه نظام»، «عضویت در گروه‌های سلفی» در زندان قزلحصار اعدام شد.[۷۱]
- بامداد سه‌شنبه ۱۶ مرداد ۱۴۰۳ رضا رسایی در زندان مرکزی کرمانشاه (دیزل‌آباد) بدون اطلاع به خانواده اعدام شد. وی در جریان اعتراضات ۱۴۰۱ در شهرستان صحنه کرمانشاه دستگیر و با اعتراف اجباری در زیر شکنجه به قتل رئیس اداره اطلاعات شهرستان «صحنه» متهم شد. نهادهای امنیتی اجازه دفن او را در صحنه به خانواده‌اش ندادند.[۷۲][۷۳][۷۴]
- ۳۰ شهریور ۱۴۰۳ دو زندانی سیاسی، بهروز احسانی و مهدی حسنی، از هواداران سازمان مجاهدین خلق ایران در زندان اوین به اتهام عضویت در این سازمان با اتهام بغی و محاربه به اعدام محکوم شدند. مهدی حسنی ۵۲ ساله هنگام خروج از کشور در زنجان و بهروز احسانی ۶۴ ساله در آذر همان سار در خانه‌اش در تهران بازداشت شدند.
- ۱۹ فروردین ۱۴۰۴ پنج زندانی سیاسی -عقیدتی اهل سنت به نام‌های فرهاد شاکری، عبدالرحمن گرگیج، عبدالحمید عظیم گرگیج، مالک فدایی‌نسب و تاج‌محمد خرمالی به اتهام بغی در زندان وکیل آباد مشهد اعدام شدند. این زندانیان در دی ۱۴۰۳ در نامه‌ای به سازمان ملل و نهادهای حقوق بشری از شکنجه‌های وحشیانه برای گرفتن اعتراف اجباری از آنان پرده برداشتند.[۷۵][۷۶]
- ۱ اردیبهشت ۱۴۰۴ زندانی سیاسی حمید حسین نژاد حیدرانلو در زندان ارومیه به اتهام بغی به‌صورت مخفیانه اعدام شد. او متأهل و دارای سه فرزند و اهل روستای سگریک از توابع شهرستان چالدران بود. در ۲۴ فروردین ۱۴۰۴ توسط نیروهای امنیتی بازداشت شد و چندین ماه تحت شکنجه شدید جسمی و روانی بود و تحت این شکنجه‌ها به اعتراف اجباری و پذیرش شرکت در درگیری مسلحانه مجبور شد. وی هنگام آخرین ملاقات با خانواده‌اش با پابند و زنجیر فریاد «می‌زد که من بی‌گناهم.»[۷۷][۷۸][۷۹]
- در ۲۶ خرداد ۱۴۰۴ جمهوری اسلامی اسماعیل فکری توسط جمهوری اسلامی اعدام شد پس از آنکه در دسامبر ۲۰۲۳ به اتهام همکاری با موساد اسرائیل دستگیر شده بود. طبق کیفرخواست او سعی داشت اطلاعات محرمانه و حساس درباره ایران را در ازای دریافت پول به اسرائیل منتقل کند و در طول فعالیت خود با دو مامور موساد در تماس بود.[۸۰][۸۱] در تاریخ ۲ تیر ۱۴۰۴ همچنین محمد امین مهدوی شایسته، زندانی سیاسی، به اتهام همکاری با موساد اسرائیل اعدام شد.[۸۲]

### محکومین به اعدام
- ۲۰ اردیبهشت‌ماه ۱۴۰۴ احسان فریدی، دانشجوی ۲۲ ساله دانشکده فنی دانشگاه تبریز، زندانی سیاسی زندان تبریز به اتهام «محاربه» به اعدام محکوم شد.[۸۳]

## اعدام دین‌ناباوران و نوکیشان
به گواهی یکی از جان‌به‌دربردگان قتل‌عام ۱۳۶۷، یکی از زندانیان (عقیدتی-سیاسی) به نام حسین طالقانی به دلیل اینکه به پرسش «آیا مسلمان هستی؟» پاسخ منفی داد اعدام شد.

## اعدام ورزشکاران

باشگاه والیبال پاس تهران، تیم والیبال زنان پاس تهران، پیش از انقلاب ۱۳۵۷، فروزان عبدی، از سمت چپ، نفر سوم

- فروزان عبدی کاپیتان تیم ملی والیبال زنان ایران نیز در مرداد ۱۳۶۷، به جرم هواداری از مجاهدین خلق ایران به همراه هزاران زندانی عقیدتی و سیاسی، اعدام شد.
- هوشنگ منتظرالظهور، قهرمان کشتی و عضو تیم ملی ایران در المپیک هم، یکی دیگر از اعدام شدگان دههٔ ۶۰ است.[۸۵]
- حبیب خبیری بازیکن و کاپیتان تیم ملی فوتبال ایران بود. وی سابقه بازی در باشگاه فوتبال هما و ۱۸ بازی در تیم ملی و ۲ گل ملی نیز در کارنامه‌اش داشت.

خبیری در سال ۱۳۶۰ دستگیر و پس از مدت کوتاهی آزاد شد و در سال ۱۳۶۲ به اتهام عضویت در سازمان مجاهدین خلق ایران بار دیگر دستگیر و یک سال بعد اعدام شد.
- نوید افکاری سنگری کشتی‌گیر ایرانی و از معترضان اعتراضات مرداد ۱۳۹۷ ایران بود که در صبح روز شنبه ۲۲ شهریور ۱۳۹۹ به‌طور ناگهانی و بدون اینکه آخرین دیدار را با خانواده خود داشته باشد، بر اساس گفتهٔ قوهٔ قضائیه، در زندان عادل‌آباد شیراز اعدام شد.[۸۹][۹۰] وی در هنگام اعدام ۲۷ سال داشت و در گذشته دارای چند عنوان قهرمانی کشتی کشوری بوده‌است.[۹۱] نوید افکاری در نامه‌ای که منتشر کرد، نوشته بود که همهٔ اعترافات وی تحت شکنجهٔ روحی و جسمی بوده، از جمله اینکه «روی صورتش پلاستیک کشیده بودند»، او «تا مرز خفگی و مرگ پیش رفته» و در این شرایط «مجبور به اقرار به مطالب ساختگی» شده‌است.[۹۲][۹۳]
- نازنین عظیم‌زاده، قهرمان تیم ملی ژیمناستیک زنان ایران و نیز از هواداران سازمان مجاهدین خلق ایران، در سال ۱۳۶۰ در یکی از زندان‌های تهران، اعدام شد. وی زاده ۱۳۴۱ در گرگان و جوان‌ترین ژیمناست عضو تیم ملی بود که در بازی‌های آسیایی تهران ۱۹۷۴ شرکت کرد.[۹۴]
- علاءالدین عترتی کوشالی زاده ۱۳۳۱ بازیکن فوتبال سابق تیم‌های ملوان بندر انزلی، سپیدرود رشت، دارایی و پرسپولیس تهران، با سابقه عضویت در تیم منتخب ایران در ۷ دی ۱۳۶۰ به اتهام عضویت در سازمان مجاهدین خلق ایران در لاهیجان پس از تحمل شکنجه‌های بسیار اعدام شد.[۹۵][۹۶]
- روز پنج‌شنبه ۹ بهمن ۱۳۹۹ علی مطیری، بوکسور ایرانی ۳۰ ساله در زندان شیبان اهواز، به اتهام‌های «محاربه، افساد فی‌الارض و قتل دو تن از اعضای بسیج این شهرستان» اعدام شد.[۹۷][۹۸]

## اعدام زنان
جمهوری اسلامی ایران رکورددار اعدام زنان در جهان است. طبق سازمان حقوق بشر ایران بین سال‌های ۲۰۱۰ تا ۲۰۲۴ میلادی (۱۳۸۹ تا ۱۴۰۳ شمسی) دست کم ۲۴۱ زن در ایران اعدام شدند (این آمار شامل زنانی که سنگسار شده‌اند نمی‌شود).
- در ۲۹ آذر ۱۴۰۲ سمیرا سبزیان یکی از قربانیان کودک همسری در جمهوری اسلامی به اتهام قتل همسرش در ۱۳۹۳ به دارآویخته شد. وی در زمان بازداشت ۱۹ سال داشت و در سن ۳۰ سالگی اعدام شد.[۱۰۱][۱۰۲]
- در ماه مه ۲۰۲۵ جمهوری اسلامی ایران ۴ زن اعدام کرد.[۱۰۳]

## اعدام کودکان و نوجوانان
- در نشست شورای حقوق بشر سازمان ملل متحد، اعدام کودکان، از جمله، دختران ۹ ساله، تکان دهنده، دانسته شد.[۱۰۴]
- روز پنجشنبه ۲۳ دی ۱۴۰۰ شماری از گزارشگران سازمان ملل از جمله جاوید رحمان، گزارشگر ویژه سازمان ملل در امور حقوق بشر ایران در ژنو اعلام کردند که حکم اعدام علیه حسین شهبازی باید بر اساس موازین حقوق بشر بین‌المللی لغو شود، زیرا او در زمان ارتکاب جرم ۱۷ ساله و زیر سن قانونی بوده‌است. آنان از مقامات قضایی جمهوری اسلامی خواسته‌اند احکام اعدام علیه کودک-مجرمان را متوقف کنند.[۱۰۵][۱۰۶]
- جمعه ۳ آذر ۱۴۰۲ حمیدرضا آذری نوجوان در سن ۱۷ سالگی، به اتهام قتل یک بسیجی به نام حمیدرضا الداغی در زندان مرکزی سبزوار اعدام شد.[۱۰۷]

## اعدام همجنس‌گرایان
- آمار دقیقی از شمار اعدام‌شدگان انسان‌های همجنس‌گرا در دورهٔ نظام جمهوری اسلامی ایران، در دست نیست؛ ولی کنشگران حقوق بشر باورمندند که بیش از ۴٫۰۰۰ (چهار هزار) مرد و زن همجنس‌گرا، در این دوره، در ایران، اعدام شده‌اند.[۱۰۸]
- در تاریخ ۵ سپتامبر ۲۰۲۲، خبرگزاری رسمی ایران، ایرنا، گزارش داد که دو زن فعال حقوق همجنس‌گرایان، زهرا صدقی همدانی و الهام چوبدار، به اتهام «افساد فی‌الارض» و قاچاق انسان به اعدام محکوم شده‌اند. اتحادیه اروپا در تاریخ ۱۳ سپتامبر ۲۰۲۲ این احکام اعدام را محکوم کرد.[۱۰۹]

## اعدام‌های کیفری
سازمان عفو بین‌الملل در گزارشی اعلام کرد که در سال ۲۰۰۷ (۸۶–۱۳۸۵ خورشیدی) حداقل ۲۴ نفر در هر هفته اعدام و بیش از ۶۴ نفر محکوم به مرگ شده‌اند، و ایران با ۳۱۷ اعدام در این سال، رتبه دوم را در این زمینه دارد.
در سال ۱۳۸۷ در جمهوری اسلامی ایران، ۷۰ تا ۸۰ مجرم در انتظار اعدام به سر می‌بردند. در سال ۲۰۰۵ (۸۴–۱۳۸۳) یک دختر شانزده ساله به جرم آنچه «روابط جنسی نامشروع» خوانده شد، در ملأ عام در شهرستان نکا اعدام شد.
بر اساس قوانین اسلام که در ایران اجرا می‌شود، همجنسگرایان در صورت اثبات همجنس‌گرایی با مجازات اعدام مواجه می‌شوند و قاضی می‌تواند از میان پنج روش ازجمله پرتاب مجرم از بلندی یا خراب کردن دیوار بر سر وی، نحوه اعدام مجرم را انتخاب کند. استفاده از این‌گونه روش‌ها پس از انقلاب ۱۳۵۷ گزارش نشده‌است، اما یک مرد در استان قزوین به جرم زنا سنگسار شد.
چهارشنبه ۱۷ مرداد ۱۴۰۳ در اعدام جمعی ۲۲ نفر را در زندان قزل‌حصار کرج اعدام کرد. در میان این ۲۲ نفر ۷ زندانی سنی مذهب اعدام شدند.
چهارشنبه ۱۸ مهر ۱۴۰۳ جمهوری اسلامی دست‌کم ۱۰ مرد و یک زن را در زندان قزل‌حصار کرج اعدام کرد.
طی روزهای ۲۵ و ۲۶ مهر ۱۴۰۳ شش زندانی به نام‌های محمدعلی نجفی، عباس کریمی، محسن مختاری، نور مراد گراوند، سنجری و محمود بامری در در زندان‌های دستگرد اصفهان، عادل‌آباد شیراز، قزوین، کهنوج اعدام شدند.
یکشنبه ۲۱ اردیبهشت ۱۴۰۴، دو زندانی در زندان زاهدان به نام‌های فریدون محمدی، حدودا ۳۶ ساله و محمدعلی میری به اتهام قتل اعدام شدند.
دوشنبە ۲۲ اردیبهشت ۱۴۰۴ مهران نصری زر، ٣٠ سالە، اهل سنندج در زندان قزلحصار به اتهام قتل اعدام شد.

### اعدام به دلیل نوشیدن مشروبات الکلی
در ۱۸ تیر ۱۳۹۹ فردی به نام مرتضی جمالی به جرم نوشیدن الکل در زندان وکیل‌آباد مشهد اعدام شد، وی دارای دو فرزند و ۵۵ ساله بوده‌است. اداره کل دادگستری استان خراسان رضوی روز جمعه ۲۰ تیر از این اعدام تحت عنوان اینکه این فرد حدفاصل سال‌های ۸۶ تا ۹۷، بارها به اتهام نوشیدن و نگهداری مشروب بازداشت شده، دفاع کرد.
از طرفی دیگر روز جمعه ۲۰ تیر ۱۳۹۹ سازمان عفو بین‌الملل اعدام این فرد را به اتهام نوشیدن الکل نمونه‌ای از «بی رحمی و غیرانسانی بودن» نظام قضایی جمهوری اسلامی دانسته‌است. در بیانیه‌ای دایانا الطحاوی، مدیر بخش خاورمیانه و آفریقای شمالی در سازمان عفو بین‌المل گفت: «مقام‌های ایران بار دیگر با اعدام مردی به سادگی به خاطر نوشیدن الکل، بیرحمی مطلق و عریان و غیرانسانی بودن نظام قضایی خود را به نمایش گذاشتند.» همچنین عفو بین‌الملل از استمرار اعدام در ایران ابراز تاسف کرده و تأکید کرد که هیچ توجیهی برای این مجازات بی‌رحمانه و غیرانسانی وجود ندارد و خواهان لغو تمامی اعدام‌ها در ایران شد.

## اعدام به شیوهٔ سوزاندن
«یک بهائی، پر از اضطراب، دارد زندگی می‌کند. هیچ بهائی نمی‌تواند فکر کند که حتی برای متوفیانش سنگ قبرِ درست و حسابی بگذارد؛ تمام اماکن مقدسی که برای بهائیان وجود داشته، با خاک، یکسان شده. اموال بهائیان، غصب می‌شود به‌عنوان بیت‌المال؛ در سال‌های اولیهٔ انقلاب، ۲۰۰ نفر بهائی، تنها به خاطر بهائی بودن، کشته شدند. در سال[های] اخیر، دوباره، بهائی‌ها را زندانی می‌کنند».
 شبنم طلوعی

مونا محمودنژاد یکی از بهائیانی بود که پس از انقلاب ۱۳۵۷، در هفده سالگی در ایران، اعدام شد. ده‌ها زن بهائی نیز با او اعدام شدند.

در راستای بهائی‌ستیزی، برخی از بهائیان شهمیرزاد سمنان، در اوایل انقلاب ۱۳۵۷، سوزانده شدند.

## واکنش‌ها
- روز سه‌شنبه ۲۱ آوریل ۲۰۲۰ عفو بین‌الملل گزارشی دربارهٔ اعدام‌ها در جهان انتشار داد. در این گزارش در سال ۲۰۱۹ ایران بعد از چین بالاترین آمار اعدام‌ها را با ۲۵۱ اعدام داشته و مسئول بیش از یک‌سوم اعدام‌های ثبت‌شده در جهان است.[۱۲۳]
- میشل باچله، کمیسر عالی حقوق بشر در سازمان ملل متحد در چهارشنبه ۳ اردیبهشت ۱۳۹۹، اعدام دو نوجوان به نام‌های شایان سعیدپور و مجید اسماعیل‌زاده که در زمان ارتکاب جرم کمتر از ۱۸ سال داشته‌اند را به شدت محکوم کرد.[۱۲۴][۱۲۵]
- روز پنج‌شنبه ۲۲ خرداد ۱۳۹۹ عفو بین‌الملل اعدام مخفیانه هدایت عبدالله‌پور، زندانی کرد را محکوم کرد. وی ماه گذشته از زندان مرکزی ارومیه به مکانی نامعلوم منتقل شد. روز چهارشنبه ۲۱ خرداد رئیس مرکز اجرای احکام در زندان ارومیه به خانواده عبدالله‌پور اطلاع داد که وی سه هفته قبل در اشنویه اعدام شده‌است؛ بنابراین عفو بین‌الملل از مقامات جمهوری اسلامی خواسته‌است در این باره به سرعت شفاف‌سازی کنند.[۱۲۶]
- روز جمعه ۲۰ تیر ۱۳۹۹ سازمان عفو بین‌الملل اعدام فردی به‌نام مرتضی جمالی، دارای دو فرزند و ۵۵ ساله، به اتهام نوشیدن الکل را محکوم کرد و آن را نمونه‌ای از «بی رحمی و غیرانسانی بودن» نظام قضایی جمهوری اسلامی دانسته‌است. همچنین عفو بین‌الملل از استمرار اعدام در ایران ابراز تاسف کرده و تأکید کرد که هیچ توجیهی برای این مجازات بی‌رحمانه و غیرانسانی وجود ندارد و خواهان لغو تمامی اعدام‌ها در ایران شد.[۱۲۷][۱۲۸]
- در ۲۳ تیر ۱۳۹۹ سازمان عفو بین‌الملل با انتشار بیانیه‌ای اجرای حکم اعدام دیاکو رسول‌زاده و صابر شیخ عبدالله را محکوم کرد، در بیانیه آمده‌است که این دو زندانی کرد در یک روند قضایی «به‌شدت ناعادلانه» و «تنها بر اساس اعترافاتی که زیر شکنجه گرفته شده بود» به اعدام محکوم شدند. در این بیانیه اشاره کرد که جمهوری اسلامی موج اعدام‌ها را به‌خاطر ایجاد ترس و جلوگیری از اعتراضات مردمی راه‌انداخته‌است.[۱۲۹]
- روز دوشنبه ۱۳ مرداد ۱۳۹۹ عفو بین‌الملل در صفحهٔ توئیتر خود نوشت: ارسلان خودکام با استناد به «اعترافاتی» که تحت شکنجه کرده، به مرگ محکوم شده‌است. وی در یک محاکمه ۳۰ دقیقه‌ای و به شدت ناعادلانه و در حالی که هیچ‌گاه اجازه دسترسی به وکیل موردنظر خود را نداشته به اعدام محکوم شده‌است.[۱۳۰][۱۳۱]
- در پنج‌شنبه ۱۶ مرداد ۱۳۹۹ سازمان عفو بین‌الملل اجرای حکم اعدام مصطفی صالحی، یکی از بازداشت‌شدگان اعتراضات دی ۹۶ در زندان اصفهان را محکوم کرد و تأکید کرد که اجرای این حکم بار دیگر نشان می‌دهد که مقامات جمهوری اسلامی بیشتر به دنبال انتقام جویی هستند، نه عدالت. در ادامه در این بیانیه نگرانی خود را نسبت به سرنوشت پنج معترض دیگر اعتراضات دی ماه ۱۳۹۶ به نام‌های، محمد بسطامی، هادی کیانی، عباس محمدی، مجید نظری و مهدی صالحی ابراز داشت و از مقامات جمهوری اسلامی خواست که احکام اعدام آنها را سریعاً لغو کند.[۱۳۲]
- ۵ شهریور ۱۳۹۹ دفتر عفو بین‌الملل در انگلیس خواستار اقدام فوری طرفداران حقوق بشر برای جلوگیری از اجرای قریب‌الوقوع حکم اعدام هوشمند علیپور، زندانی کرد ایرانی شد. وی از شرایط محاکمه عادلانه برخوردار نبوده و در بازداشتگاه سپاه پاسداران زیر شکنجه اعتراف کرده و به اتهام «شورش مسلحانه علیه دولت» به اعدام محکوم شده‌است.[۱۳۳]
- بنا بر گفته صدای آمریکا، روز چهارشنبه ۱۹ شهریور ۱۳۹۹ سازمان عفو بین‌الملل با انتشار بیانیه‌ای، پنهانکاری رژیم جمهوری اسلامی در مورد محل دفن زندانیان سیاسی اعدام شده، از جمله رامین حسین پناهی، زانیار مرادی و لقمان مرادی را مصداق نقض میثاق‌های بین‌المللی حقوق مدنی و سیاسی دانست و از مقامات جمهوری اسلامی خواست «به پنهانکاری و تحمیل رنج و درد به خانواده‌های اعدام‌شدگان پایان دهند.»[۱۳۴]
- روز سه‌شنبه ۱ مهر ۱۳۹۹ عفو بین‌الملل ابراز نگرانی خود را نسبت به حکم اعدام حیدر قربانی، زندانی سیاسی کُرد که به «بغی» متهم شده‌است ابراز داشت و گفت: «حیدر قربانی، ۴۷ ساله، که در زندان سنندج است، تقاضای اعاده دادرسی پرونده‌اش از سوی دیوان عالی کشور در ۱۶ شهریور سال جاری رد شده و هم‌اکنون هر لحظه در معرض خطر اجرای حکم اعدام قرار دارد.»[۱۳۵]
- روز دوشنبه ۳۱ شهریور ۱۳۹۹ عفو بین‌الملل ضمن اظهار نگرانی از اجرای قریب‌الوقوع حکم اعدام علی خسرجی، زندانی عرب ایرانی، پس از یک محاکمه به شدت ناعادلانه و بر اساس «اعترافات» اجباری که تحت شکنجه بوده، خواستار لغو حکم اعدام وی شد.[۱۳۶]
- ۱۸ مهر ۱۳۹۹ در آستانهٔ روز جهانی مبارزه با حکم اعدام، فدراسیون بین‌المللی حقوق بشر در گزارشی اجرای احکام اعدام در ایران را «لکه غیرقابل انکاری در سابقه حقوق بشر در این کشور» توصیف کرد و تأکید کرد که جمهوری اسلامی در سال گذشته میلادی دست‌کم ۲۵۱ نفر را اعدام کرده و در ۹ ماه اول سال جاری میلادی نیز ۱۹۰ نفر اعدام شده‌اند. در این گزارش به اعدام افرادی که در زیر سن قانونی مرتکب جرم شده‌اند اشاره کرده و آن را مغایر قوانین و تعهدات بین‌المللی ایران خوانده‌است.[۱۳۷]
- ۱۹ مه ۱۳۹۹ کانون مدافعان حقوق بشر در ایران و گزارشگران بدون مرز در بیانیهٔ مشترکی به مناسبت روز جهانی مبارزه برای لغو مجازات اعدام، از مقامات حکومت جمهوری اسلامی خواستار پایان دادن به اعدام زندانیان عقیدتی و از جمله روزنامه‌نگاران در این کشور شدند. این دو سازمان برای نجات جان زندانیان عقیدتی و روزنامه‌نگاران در ایران، از همه شهروندان می‌خواهند در ۱۰ اکتبر در همه شبکه‌های اجتماعی با هشتگ «# نه_به_اعدام ـ notoexecution#»، نسبت به اجرای «مجازات غیرانسانی اعدام» اعتراض کنند.[۱۳۸][۱۳۹]
- روز سه‌شنبه ۶ آبان ۱۳۹۹ بنا بر گزارش جروزالم پست، جاوید رحمان، گزارشگر ویژه سازمان ملل متحد در امور حقوق بشر ایران، در مجمع عمومی سازمان ملل گفت: «الگوی آشکاری از تلاش برای خاموش کردن مخالفت همگانی نسبت به شرایط اقتصادی، سیاسی، و اجتماعی در ایران وجود دارد.» وی ادامه داد: «در ماه‌های اخیر مواردی از صدور احکام اعدام و اجرای آن علیه افرادی که متهم به شرکت در اعتراضات بودند، روی داده‌است.»[۱۴۰]
- ۲۹ آذر ۱۳۹۹ عفو بین‌الملل اعلام کرد، مقام‌های جمهوری اسلامی قصد دارند جوان ۳۰ ساله‌ای به نام محمدحسن رضایی را اعدام کنند. این جوان در زیر شکنجه مجبور به اعتراف شده و به استناد همین اعتراف به اعدام محکوم شده‌است. وی در زمان وقوع جرم انتسابی ۱۶ سال سن داشته‌است. دیانا الطحاوی، معاون دفتر خاورمیانه و شمال آفریقای عفو بین‌الملل گفت: «پس از گذراندن بیش از یک دهه در صف اعدام، محمد حسن رضایی روز پنجشنبه به سلول انفرادی در زندان لاکان رشت منتقل شد و به خانواده وی اعلام شد که او «یک هفته دیگر» اعدام خواهد شد. مقام‌های ایران دیگر باره حمله‌ای منزجرکننده به حقوق کودک به راه انداخته‌اند و عدالت کیفری نوجوان را به سخرهٔ کامل گرفته‌اند.»[۱۴۱]
- سحرگاه روز پنج‌شنبه ۱۱ دی ۱۳۹۹ محمدحسن رضایی پس از سپری کردن دستکم ۱۴ سال در زندان مرکزی رشت (لاکان) اعدام شد. پژوهشگر امور ایران در عفو بین‌الملل، رها بحرینی: «دو هفته پیش با فشارهای بین‌المللی و دیپلماتیک اعدام محمد حسن رضایی متوقف شد. اما فریب دادند و امروز، او را به صورت ناگهانی و در آخرین روز سال میلادی اعدام کردند.»[۱۴۲]
- روز پنجشنبه ۱۱ دی ۱۳۹۹ اتحادیه اروپا ضمن مخالفت با مجازات اعدام تحت هر شرایطی، اجرای حکم اعدام محمدحسن رضایی را شدیداً محکوم کرد.[۱۴۳]
- روز پنجشنبه ۱۱ دی ۱۳۹۹ سازمان ملل حکومت ایران را به خاطر اعدام محمدحسن رضایی پس از سپری کردن دستکم ۱۴ سال در زندان مرکزی رشت که در کودکی متهم شده بود شدیداً محکوم کرد. میشل باچله، کمیساریای عالی حقوق بشر سازمان ملل ضمن محکوم کردن اعدام حسن رضایی گفت: «قوانین بین‌المللی قویاً اعدام کودکان مجرم را منع کرده و حکومت ایران وظیفه دارد که این ممنوعیت را به رسمیت شناخته و اجرا کند.» میشل باچله ابراز تأسف کرده که برغم همهٔ تلاش‌های آن برای جلوگیری از اعدام حسن رضایی، حکومت اسلامی ایران عاقبت حکم او را به اجرا گذاشت.[۱۴۴]
- روز جمعه ۲۴ بهمن ۱۳۹۹ عفو بین‌الملل در نامه‌ای به مقامات جمهوری اسلامی، حکم اعدام سه شهروند از اقلیت عرب جنوب ایران به نام‌های علی خسرجی، حسین سیلاوی، جاسم حیدری و ناصر خفاجیان را محکوم کرد و خواستار اطلاع‌رسانی دربارهٔ محل نگهداری ناصر خفاجیان شد.[۱۴۵]
- روز چهارشنبه ۱ اردیبهشت ۱۴۰۰ عفو بین‌الملل در گزارش سالانه خود اعلام کرد، آمار مجازات اعدام در ایران تغییر چندانی نداشته و جمهوری اسلامی به تنهایی مسئول نیمی از کل اعدام‌های ثبت‌شده در جهان در سال گذشته میلادی است.[۱۴۶][۱۴۷]
- در سه‌شنبه ۱ تیر ۱۴۰۰ سازمان عفو بین‌الملل نسبت به اعدام قریب‌الوقوع حسین شهبازی ۲۰ ساله در ۷ تیر هشدار داد. این سازمان اعلام کرد که بخشی از اعترافات این جوان که در زمان وقوع جرم ۱۷ ساله بوده‌است در زیر شکنجه گرفته شده‌است و اعدام او ناقض قوانین بین‌المللی حقوق بشر می‌باشد.[۱۴۸][۱۴۹]
- عفو بین‌الملل خواستار توقف فوری اجرای اعدام بهاالدین قاسم‌زاده که در زمان ارتکاب جرم ۱۵ ساله بوده‌است، شده‌است. وی به همراه برادرش و یک زندانی دیگر برای اجرای حکم اعدام به سلول انفرادی برده شده‌اند.[۱۵۰] با وجود هشدار عفو بین‌الملل حکم اعدام این سه زندانی صبح روز یک‌شنبه ۱۳ تیر، به اجرا درآمد. سومین زندانی انور عبداللهی، شهروند اهل مهاباد، بوده‌است که در پی ضرب و شتم در زمان بازداشت دچار آسیب‌دیدگی در ستون فقرت و نخاع شده بود.[۱۵۱]
- روز دوشنبه ۲۵ اکتبر ۲۰۲۱ جاوید رحمان، گزارشگر ویژه حقوق بشر سازمان ملل متحد در امور ایران وضعیت اعدام‌ها در ایران را وخیم نامید و ادامه داد: «جمهوری اسلامی ایران همچنان به اعدام افراد ادامه می‌دهد و در یکسال گذشته بیش از دویست نفر اعدام شدند.» وی افزود: «برخی از این احکام اعدام براساس اعترافات اجباری و اعتراف تحت شکنجه صورت گرفته‌است. این احکام بر اساس عدالت صادر نشده‌اند.» وی در ادامه صحبت‌هایش گفت: «جمهوری اسلامی ایران همچنان به اعدام کسانی که در زیر ۱۸ سال مرتکب جرم شده‌اند، ادامه می‌دهد. ایران عضو کنوانسیون حقوق کودک است و نباید کودک مجرمان با اعدام مجازات شوند.»[۱۵۲][۱۵۳]
- روز چهارشنبه ۲۵ خرداد ۱۴۰۱ سازمان حقوق بشر ایران، مستقر در نروژ، از اعدام هشت زندانی در زندان رجایی‌شهر در این روز خبر داد و اعدام حدود ۵۰ نفر در ایران در طی دو هفته گذشته خبر داد.[۱۵۴]
- روز سه‌شنبه ۳۱ خرداد نادا النشیف، معاون حقوق بشر دبیرکل سازمان ملل، در گزارشی در پنجاهمین جلسه شورای حقوق بشر سازمان ملل گفت: «در حالی که در سال ۲۰۲۰ تعداد ۲۶۰ نفر در ایران اعدام شدند، این رقم در سال ۲۰۲۱ به دست‌کم ۳۱۰ نفر رسید که حداقل ۱۴ نفر از آن‌ها زن بودند.» و ادامه داد: «این روند افزایشی همچنان ادامه یافته و تنها در سه‌ماهه اول سال ۲۰۲۲ یعنی بین ۱ ژانویه تا ۲۰ مارس ۲۰۲۲، دست‌کم ۱۰۵ نفر در جمهوری اسلامی اعدام شده‌اند که بسیاری از آن‌ها متعلق به گروه‌های اقلیت بودند.»[۳][۴]
- ۲ شهریور ۱۴۰۱ گزارش جاوید رحمان به مجمع عمومی سازمان ملل فرستاده شد که در آن به موج جدید اعدام‌ها از اول ژانویه تا ۳۰ ژوئن سال ۲۰۲۲ که دست‌کم ۲۵۱ نفر بوده‌است، اشاره کرده‌است.[۱۵۵]
- ۱۳ آذر ۱۴۰۲ پنج سندیکای فرانسوی در واکنش به تشدید سرکوب‌ها و افزایش اعدام‌ها در ایران  بیانیه‌ای را امضا کردند که در آن آمده است: «اخباری که از ایران به ما می‌رسد بسیار نگران‌کننده است. رژیم دیکتاتوری در مواجهه با افزایش خشم اجتماعی و مردمی مرتبط با بحران اقتصادی، با سوءاستفاده از توجه افکار عمومی جهان به جنگ فعلی غزه، سرکوب را تشدید کرده است.»[۱۵۶][۱۵۷]
- در اسفند ۱۴۰۲ جاوید رحمان، گزارشگر ویژه سازمان ملل متحد در امور حقوق بشر ایران، در جدیدترین گزارشی که برای پنجاه‌وپنجمین نشست شورای حقوق بشر تنظیم کرده است به افزایش صدور و اجرای احکام اعدام در ایران، دست‌کم ۸۳۴ تن در سال ۲۰۲۳ با ۴۳ درصد افزایش نسبت به سال پیش، توسط دستگاه قضایی جمهوری اسلامی اشاره و ابراز نگرانی کرده است.[۱۵۸]

## آمار اعدام‌ها و کشتارها در جمهوری اسلامی
«آیا می‌دانید که جنایاتی در زندان‌های جمهوری اسلامی به نام اسلام در حال وقوعند که شبیه آن در رژیم منحوس شاه، هرگز دیده نشد؟! آیا می‌دانید که تعداد زیادی از زندانی‌ها تحت شکنجه توسط بازجویانشان کشته شده‌اند؟! آیا می‌دانید که در زندان [شهر] مشهد، حدود ۲۵ دختر به خاطر آنچه بر آن‌ها رفته بود، مجبور به درآوردن تخمدان یا رحم شدند؟! آیا می‌دانید که در برخی زندان‌های جمهوری اسلامی، دختران جوان به زور، مورد تجاوز قرار می‌گیرند!»

نامه منتظری به خمینی پس از اطلاع از اعدام دسته‌جمعی زندانیان عقیدتی-سیاسی ایران در تابستان ۱۳۶۷.

«بزرگ‌ترین جنایتی که در جمهوری اسلامی شده و در تاریخ، ما را محکوم می‌کند، به دست شما انجام شده و [نام] شما را در آینده، جزو جنایت‌کاران در تاریخ می‌نویسند!»
حسینعلی منتظری، در آغاز جلسهٔ خصوصی با مسئولان «هیئت مرگ» یعنی حسین‌علی نیری، مصطفی پورمحمدی، سید ابراهیم رئیسی و مرتضی اشراقی در تاریخ ۲۴ مرداد ۱۳۶۷.

«خمینی را در آینده، خون‌ریز، سفاک و فتاک، لقب خواهند داد».
حسینعلی منتظری، در جلسهٔ خصوصی با حسین‌علی نیری، مصطفی پورمحمدی، سید ابراهیم رئیسی و مرتضی اشراقی در تاریخ ۲۴ مرداد ۱۳۶۷.

از سال ۱۳۵۷ تا ۱۳۹۹ خورشیدی بیش از ۴۴۶۰۰ (چهل و چهار هزار و ششصد) انسان در نظام جمهوری اسلامی ایران، با شیوه‌های همچون: حلق‌آویز شدن، ترور شدن، کشته شدن در اعتراضات خیابانی و شکنجه در زندان…، کشته شده‌اند:
1. از بهمن ۱۳۵۷ تا اسفند ۱۳۵۸: ۴۳۸ اعدام؛[۳۵]
2. در سال ۱۳۵۹: ۶۲۴ تن؛[۳۵]
3. از سال ۱۳۶۰ تا ۱۳۶۴: ۱۴۷۹۴ اعدام؛[۳۵]
4. در سال‌های ۱۳۶۵ و ۱۳۶۶: از ۱۴۵۶ تا ۱۶۷۱ اعدام؛[۳۵]
5. کودکان و زنان اعدام شده از سال ۱۳۶۰ تا ۱۳۶۷: ۳۲۰۰ تن؛[۳۵]
6. در سال ۱۳۶۷: ۴۴۸۴ اعدام (اعم از: دین‌باور و دین‌ناباور)؛[۳۵]
7. در جریان قتل‌های زنجیره‌ای ایران: بیش از ۸۰ نویسنده، مترجم، شاعر، فعال سیاسی و شهروند عادی…؛[۳۵]
8. از سال ۱۳۶۷ تا ۱۳۷۷: ۶۷۸۳ اعدام؛[۳۵]
9. در حمله به کوی دانشگاه تهران (۱۸–۲۳ تیر ۱۳۷۸): ۷ کشته؛[۳۵]
10. از سال ۱۳۷۸ تا ۱۳۸۷: ۵۲۲۰ اعدام؛[۳۵]
11. از خرداد ۱۳۸۸ تا تیر ۱۳۸۹: ۱۵۲ اعدام؛[۳۵]
12. در سال‌های ۱۳۹۱ و ۱۳۹۲: ۸۱۴ اعدام (۱۶ تن کودک، ۱۹ تن زن، ۶۹۷ تن نیز اعدام به گونهٔ گروهی)؛[۳۵]
13. در سال ۱۳۹۳: ۹۶۶ اعدام؛[۳۵]
14. در سال ۱۳۹۴: ۱۴۷۱ اعدام؛[۳۵]
15. در سال ۱۳۹۵: ۹۶۹ اعدام؛[۳۵]
16. اعدام بهائیان: ۲۰۲ تن؛[۳۵]
17. کشتگان فقط اعتراضات دی ۱۳۹۶: ۵۰ تن[۱۶۳] (در خیابان و زندان)؛
18. در سال ۱۳۹۶ (۲۰۱۸–۲۰۱۷): ۴۴۶ اعدام؛[۱۶۴]
19. در سال ۱۳۹۷ (۲۰۱۹–۲۰۱۸): ۲۳۶ اعدام؛[۱۶۵]
20. در سال ۱۳۹۸ (۲۰۲۰–۲۰۱۹): ۲۴۸ اعدام؛[۱۶۶]
21. کشتگان فقط اعتراضات آبان ۱۳۹۸: ۱۵۰۰ تن[۱۶۷][۱۶۸][۱۶۹] (در خیابان و زندان) و بر پایه برخی بررسی‌ها (ی تخمینی): بیش از ۵۰۰۰ تا ۷۵۰۰؛[۱۷۰][۱۷۱][۱۷۲][۱۷۳][۱۷۴][۱۷۵][۱۷۶]
22. در سال ۱۳۹۹ (۲۰۲۱–۲۰۲۰): ۲۷۶ اعدام؛[۱۷۷][۱۷۸]
23. در سال ۱۴۰۰ (۲۰۲۲–۲۰۲۱): ۲۵۴ اعدام (از جمله، کودکان)؛[۱۷۹]
24. در سال ۲۰۲۳: ۸۵۳ اعدام (۷۴ درصد از کل اعدام‌های ثبت‌شده در جهان بوده‌است).[۱۸۰]
25. در سال ۲۰۲۴: دست‌کم ۹۷۵ اعدام (۶۴ درصد از کل اعدام‌های ثبت‌شده در جهان بوده‌است).[۱۸۱][۱۸۲]
26. در ماه مارس ۲۰۲۵، دست‌کم حکم اعدام ۵۸ زندانی در زندان‌های جمهوری اسلامی ایران اجرا شده است. این رقم نسبت به ماه مارس ۲۰۲۴، که در آن احکام اعدام ۱۸ زندانی به اجرا درآمد، دست‌کم ۴۰ مورد افزایش داشته و افزایشی معادل ۲۲۲ درصد را نشان می‌دهد.[۱۸۳]
27. در ماه مه ۲۰۲۵  دست‌کم ۱۵۲ نفر در جمهوری اسلامی ایران اعدام شدند.  از کل ۱۵۲ اعدام مستندشده، رسانه‌های رسمی فقت درباره ۱۵ مورد (۱۰ درصد) خبر دادند. از میان اعدام‌شدگان ۴ زن، ۵ تبعه افغانستان، ۱۹ شهروند بلوچ و ۹ شهروند کُرد هستند.[۱۸۴]

#### آمار دگراندیشان ترورشده
برخی از منابع رسمی، آمار کشته‌شدگان دگراندیشان عقیدتی و سیاسی در پروژه قتل‌های زنجیره‌ای ایران را از ۳۰۰ (سیصد) تا بیش از ۱۰۰۰ (هزار) تن دانسته‌اند که ۱۸۰ تن از آن‌ها فقط از سال ۱۳۶۹ تا ۱۳۷۷ ترور و کشته شده‌اند.

### آمار سنگسار
بر پایه گزارش روزنامه فرانسوی فیگارو، در تاریخ جمهوری اسلامی، ۱۵۰ (صد و پنجاه) حکم سنگسار، اجرا شده‌است.

### اعدام به جای سنگسار
- یک مرد به نام میثم و یک زن به نام ساره به اتهام رابطه پنهانی غیر دینی (زنای محصنه) به اعدام محکوم شدند.[۱۸۷]

### آمار کشتار دگرباشان جنسی
آمار دقیقی از شمار اعدام‌شدگان انسان‌های همجنس‌گرا در دورهٔ نظام جمهوری اسلامی ایران، در دست نیست؛ ولی کنشگران حقوق بشر باورمندند که بیش از ۴٫۰۰۰ (چهار هزار) مرد و زن همجنس‌گرا، در این دوره، در ایران، اعدام شده‌اند.

### آمار کشتگان، ناپدیدشدگان و زخمیان جنگی
آمار کشتگان و ناپدیدشدگان در جنگ ۸ سالهٔ ایران و عراق (از شهریور ۱۳۵۹ تا ۱۳۶۷ و بر پایهٔ آمار جمهوری اسلامی): ۱۹۰۰۰۰ (صد و نود هزار) کشته و ۶۷۲۰۰۰ (ششصد و هفتاد و دو هزار) زخمی.

### آمار کشته‌شدگان در زندان
شمار قابل توجهی از زندانیان در زندان‌های حکومت جمهوری اسلامی ایران، زیر شکنجه، کشته شده‌اند.
نام‌های برخی از آنان عبارت است از: کاووس سیدامامی (۱۳۹۶)، وحید حیدری (۱۳۹۶)، سینا قنبری (۱۳۹۶)، سارو قهرمانی (۱۳۹۶)، زهرا بنی‌یعقوب (۱۳۸۶)، ابراهیم لطف‌اللهی (۱۳۸۶) و زهرا کاظمی (۱۳۸۲)...